# Наука эпохи Возрождения

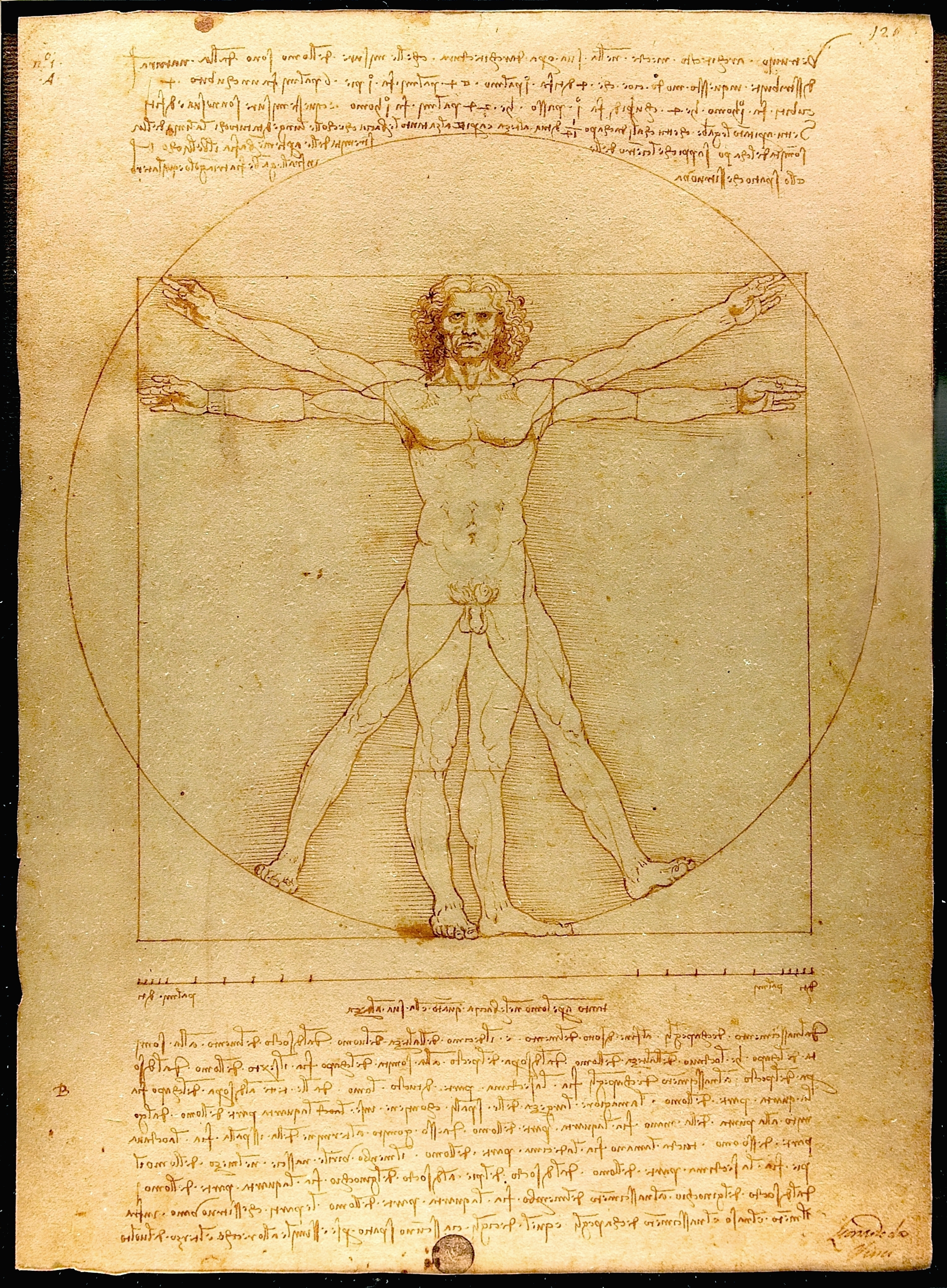
Витрувианский человек Леонардо да Винчи, пример смешения искусства и науки в эпоху Возрождения

В эпоху Возрождения произошли небольшие успехи в географии, астрономии, химии, физике, математике, производстве, анатомии и технике. Сбор древних научных текстов всерьез начался в начале XV века и продолжался до падения Константинополя в 1453 году, а изобретение книгопечатания позволило быстрее распространять новые идеи. Тем не менее некоторые считали Ренессанс, по крайней мере в его начальный период, научной отсталостью. Такие историки, как Джордж Сартон и Линн Торндайк, критиковали влияние Ренессанса на науку, утверждая, что прогресс на какое-то время замедлился. Гуманисты отдавали предпочтение предметам, ориентированным на человека, таким как политика и история, а не изучению натуральной философии или прикладной математики. Однако совсем недавно ученые признали положительное влияние Ренессанса на математику и науку, указав на такие факторы, как повторное открытие утерянных или малоизвестных текстов и усиление внимания к изучению языка и правильному чтению текстов.
Мари Боас Холл ввела термин научный ренессанс для обозначения ранней фазы научной революции 1450—1630 гг. Питер Дир (Peter Dear) выступает за двухэтапную модель науки раннего Нового времени: научный ренессанс XV и XVI веков, сосредоточенный на восстановлении научных знаний античности и научная революция XVII века, когда ученые перешли от восстановления к новым открытиям.

## Общая обстановка
Во время и после эпохи Возрождения XII века Европа пережила интеллектуальное оживление, особенно в отношении исследования природы. Однако в XIV веке произошла серия событий, которые впоследствии стали известны как кризис позднего средневековья. Эпидемия чумы изменила всю экономическую и политическую систему Европы. В том числе пришёл конец предыдущему периоду массовых научных открытий. Чума унесла жизни 25-50 % населения Европы, особенно в городах, где и происходили научные открытия. Повторения чумы и других бедствий вызвали продолжающуюся убыль населения в течение столетия.

## Ренессанс
Начало Возрождения относят к XIV веку. К началу XV века начался поиск древних рукописей, который не ослабевал до падения Константинополя в 1453 году, когда многим византийским учёным пришлось искать убежища на Западе, особенно в Италии. Падение Константинополя и крах Восточной Римской империи привели к волне эмиграции в Италию и дальше на запад грекоязычных ученых, которые привезли с собой идеи и сочинения античных авторов. Это явление многие учёные считают ключом к возрождению в Европе знаний времен античности, которые привели к развитию ренессансного гуманизма и науки. Среди эмигрантов были грамматики, поэты, писатели, музыканты, астрономы, архитекторы, учёные, художники, философы и теологи. Именно они принесли в Западную Европу знания и культуру византийской цивилизации. Наряду с изобретением в том же веке Иоганном Гутенбергом технологии печати это дало толчок развитию науки эпохи возрождения.
Новых достижений в физике или астрономии вначале не было, при этом изучение классических источников ещё больше закрепило аристотелевские и птолемеевские взгляды на вселенную. Философия эпохи Возрождения потеряла большую часть своей строгости, поскольку правила логики и дедукции считались вторичными по отношению к интуиции и эмоциям. В то же время гуманизм эпохи Возрождения подчёркивал, что природа стала рассматриваться как одушевлённое духовное творение, не подчиняющееся законам или математике. Открытия таких ученых, как Коперник, Кардано и Везалий, произошли позднее.

## Основные направления

### Алхимия
Алхимия — это изучение превращения материалов посредством неясных процессов. Иногда это считается ранней формой химии. Одной из главных целей алхимиков было найти метод создания золота из других веществ. Распространённым мнением алхимиков было то, что существует основная субстанция, из которой образовались все другие субстанции, и что если удастся свести некое вещество к этому исходному материалу, то затем удастся превратить его в другое вещество. В основном алхимиков интересовало превращение свинца в золото.

### Астрономия

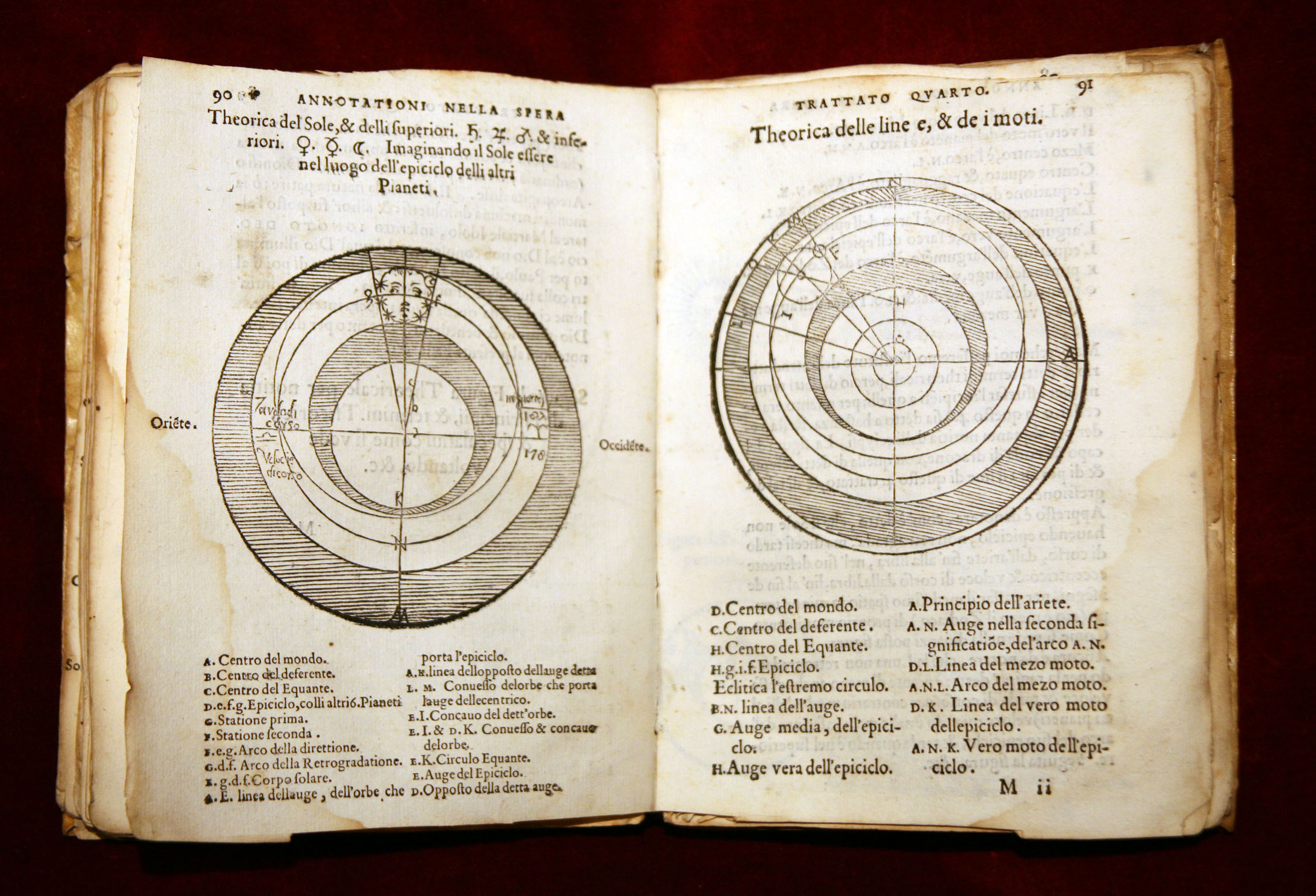
Страницы из Annotazione 1550 года, показывающие систему Птолемея

Астрономия позднего Средневековья основывалась на геоцентрической модели, описанной в древности Клавдием Птолемеем. Вероятно, очень немногие практикующие астрономы или астрологи действительно читали «Альмагест» Птолемея, который был переведен на латынь Герардом Кремонским в XII веке. Вместо этого они полагались на введения в систему Птолемея, такие как De sphaera mundi Иоганнеса де Сакробоско и учебники, известные как Theorica planetarum. Для предсказания движения планет они обращались к таблицам Альфонса, набору астрономических таблиц, основанных на моделях «Альмагеста», но включающих некоторые более поздние модификации, в основном модель трепета, приписываемую Табиту ибн Курре. Вопреки распространённому мнению, астрономы Средневековья и Возрождения не прибегали к «эпициклам на эпициклах», чтобы исправить первоначальные птолемеевские модели.
Где-то около 1450 года математик Георг Пурбах (1423—1461) начал серию лекций по астрономии в Венском университете. Региомонтан (1436—1476), который в то время был одним из его учеников, собрал свои записи лекций и опубликовал их как Theoricae novae planetarum в 1470-х годах. Эта «Новая Теорика» заменила старую Теорику в качестве учебника по астрономии. Пурбах также начал готовить краткое изложение и комментарий к «Альмагесту». Однако он умер, завершив всего шесть книг, и Региомонтан продолжил работу, сверяясь с греческой рукописью, привезённой из Константинополя кардиналом Виссарионом. Впервые опубликованное в 1496 году, «Воспроизведение „Альмагеста“» впервые сделало высшие уровни птолемеевской астрономии широко доступными для многих европейских астрономов.

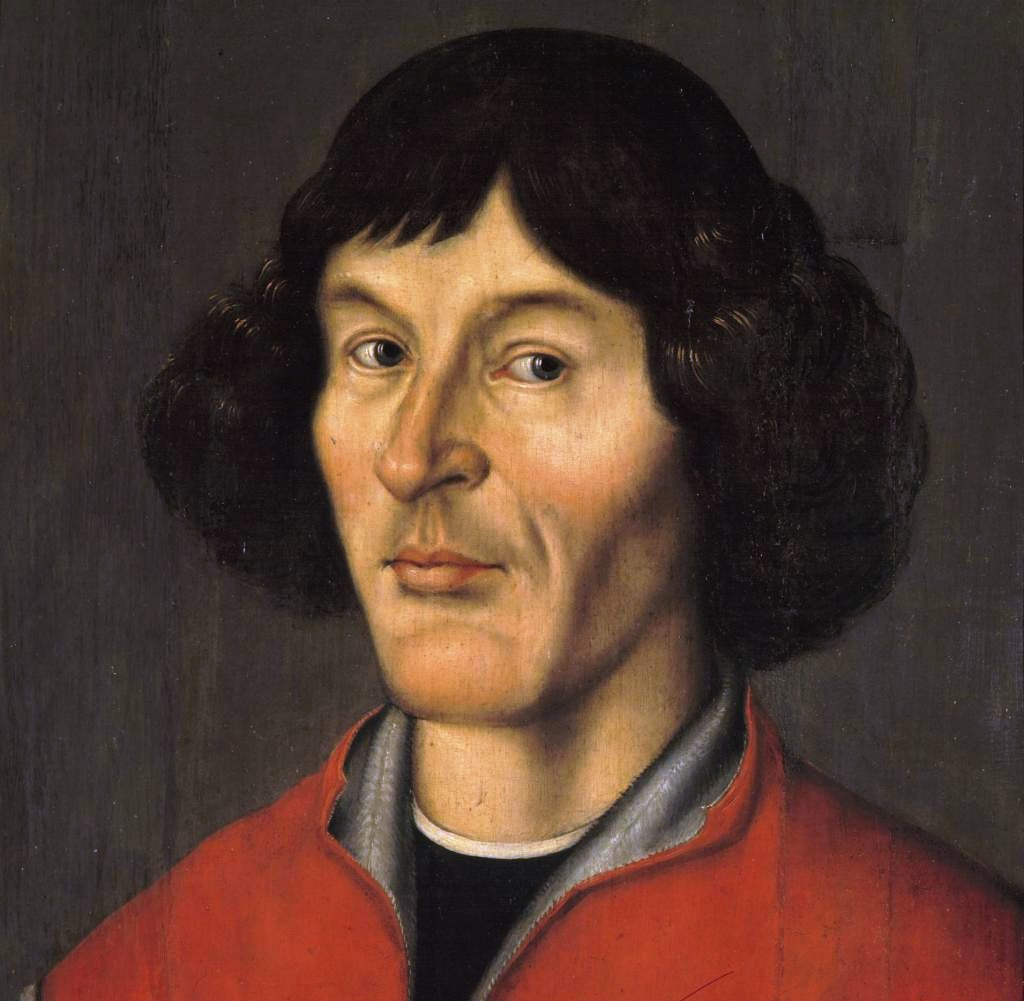
Николай Коперник

Последним крупным событием в астрономии эпохи Возрождения является работа Николая Коперника (1473—1543). Он был среди первого поколения астрономов, обучавшихся работе с Theoricae novae и Epitome. Незадолго до 1514 года он начал возрождать идею Аристарха о том, что Земля вращается вокруг Солнца. Он провёл остаток своей жизни, пытаясь математически доказать гелиоцентризм. Когда De Revolutionibus orbium coelestium был наконец опубликован в 1543 году, Коперник был на смертном одре. Сравнение его работы с «Альмагестом» показывает, что Коперник был во многом учёным эпохи Возрождения, а не революционером, потому что следовал методам Птолемея и даже его порядку изложения. Вытеснены методы Птомелея были только работами Иоганна Кеплера (1571—1630) и Галилео Галилея (1564—1642).

### Математика

Доказательства Архимеда площади параболического сегмента в квадратуре параболы вдохновили на работу над квадратурами и кубатурами в XV и XVI веках

Достижения греческих математиков сохранились на протяжении всей поздней античности и Средневековья. Многие работы Евклида, Архимеда и Аполлония, наряду с более поздними авторами, такими как Герон и Папп, копировались и изучались как в византийской культуре, так и в исламских учебных центрах. Переводы этих произведений начались уже в 12 веке благодаря работе переводчиков в Испании и Сицилии, работавших в основном с арабских и греческих источников на латынь. Двумя наиболее плодовитыми переводчиками были Жерар Кремонский и Вильгельм Мёрбеке.
Однако наибольшие усилия по переводу были предприняты в 15-м и 16-м веках в Италии, о чём свидетельствуют многочисленные рукописи, относящиеся к этому периоду, которые в настоящее время находятся в европейских библиотеках. Практически все ведущие математики эпохи были одержимы необходимостью восстановления математических трудов древних. Гуманисты не только помогали математикам в поиске греческих рукописей, они также принимали активное участие в переводе этих работ на латынь, часто по заказу религиозных лидеров, таких как Николай V и кардинал Виссарион.
Выдающихся результатов добились, среди прочих, Региомонтан, который перевёл на латынь труды Архимеда; Коммандино (1509—1575), который также выпустил издание Архимеда, а также издания произведений Евклида, Герона и Паппа; и Мауролико (1494—1575), который не только перевёл работы древних математиков, но и добавил к ним большую часть своих собственных работ. Их переводы дали возможность следующему поколению математиков овладеть методами, намного опережающими те, что использовались в Средние века.
Математические результаты XV и XVI веков не ограничивалась переводами работ древних греков. Некоторые математики, такие как Тарталья и Лука Пачоли, применяли и дополнили результаты как средневековых исламских учёных, так и таких исследователей, как Иордан и Фибоначчи.

### Медицина
В эпоху Возрождения произошло развитие экспериментальных исследований, главным образом в области вскрытия тел, что расширило знания об анатомии человека. Развитие современной неврологии началось в XVI веке с Андреаса Везалия, описавшего анатомию головного мозга и других органов; он мало знал о функциях мозга, думая, что он находится в основном в желудочках. Понимание основ медицины и диагностики улучшилось, но прямой пользы для здравоохранения оказалось мало. Существовало мало эффективных лекарств, кроме опиума и хинина. Уильям Гарвей дал точное и полное описание системы кровообращения. Самыми полезными трудами в медицине, которыми пользовались как студенты, так и опытные врачи, были materiae medicae и фармакопеи.

### География и Новый Свет
В истории географии ключевым классическим текстом была «География» Клавдия Птолемея (II век), переведённая на латынь в XV веке Джакопо д'Анджело. Впервые напечанная в 1475 году, она неоднократно переиздавалась впоследствии.
Информация, предоставленная Птолемеем, а также Плинием Старшим и другими классическими источниками, вскоре оказалась противоречащей землям, исследованным в эпоху Великих географических открытий. Новые открытия выявили недостатки классического знания; они также открыли европейскому воображению новые возможности. Так, «Утопия» Томаса Мора частично была вдохновлена открытием Нового Света.